# Mexique aux Jeux olympiques d'été de 1996
Le Mexique aux Jeux olympiques d'été de 1996 a envoyé une délégation composée de 108 compétiteurs dans 19 disciplines sportives.

## Médaillés mexicains
- Bronze
  - Bernardo Segura - Athlétisme, 20 km marche